# Campionati europei di atletica leggera indoor 2021 - Salto in lungo maschile
Il concorso del salto in lungo maschile ai campionati europei di atletica leggera indoor di Toruń 2021 si è svolto il 4 e il 5 marzo 2021 presso l'Arena Toruń.

## Podio
| Pos.    | Atleta              | Nazionalità |
| ------- | ------------------- | ----------- |
| Oro     | Miltiádis Tentóglou | Grecia      |
| Argento | Thobias Montler     | Svezia      |
| Bronzo  | Kristian Pulli      | Finlandia   |

## Record
| Record                | Record          | Record | Record                          | Record          |
| --------------------- | --------------- | ------ | ------------------------------- | --------------- |
| Record del mondo      | Carl Lewis      | 8,79 m | New York, Stati Uniti d'America | 27 gennaio 1984 |
| Record europeo        | Sebastian Bayer | 8,71 m | Torino, Italia                  | 8 marzo 2009    |
| Record dei campionati | Sebastian Bayer | 8,71 m | Torino, Italia                  | 8 marzo 2009    |

## Programma
| Data         | Ora   | Turno          |
| ------------ | ----- | -------------- |
| 4 marzo 2021 | 19:08 | Qualificazioni |
| 5 marzo 2021 | 20:20 | Finale         |

## Risultati

### Qualificazioni
Si qualificano alla finale gli atleti che raggiungono la misura di 8,00 m (Q) o i migliori 8 (q).
| Class | Atleta                       | Nazione     | 1ª prova | 2ª prova | 3ª prova | Risultati | Note                          |
| ----- | ---------------------------- | ----------- | -------- | -------- | -------- | --------- | ----------------------------- |
| 1     | Thobias Montler              | Svezia      | 7,93 m   | 8,18 m   | -        | 8,18 m    | Q                             |
| 2     | Miltiádis Tentóglou          | Grecia      | 8,04 m   | -        | -        | 8,04 m    | Q                             |
| 3     | Maximilian Entholzner        | Germania    | 7,91 m   | 5,55 m   | -        | 7,91 m    | q                             |
| 4     | Vladyslav Mazur              | Ucraina     | 7,73 m   | 7,85 m   | -        | 7,85 m    | q                             |
| 5     | Kristian Pulli               | Finlandia   | 7,60 m   | 7,76 m   | 7,81 m   | 7,81 m    | q                             |
| 6     | Lazar Anic                   | Serbia      | 7,79 m   | 7,65 m   | 7,61 m   | 7,79 m    | q                             |
| 7     | Gabriel Bitan                | Romania     | 7,51 m   | 7,43 m   | 7,78 m   | 7,78 m    | q                             |
| 8     | Jacob Fincham-Dukes          | Regno Unito | 7,39 m   | 7,74 m   | 7,40 m   | 7,74 m    | q                             |
| 9     | Izmir Smajlaj                | Albania     | 7,48 m   | 7,69 m   | x        | 7,69 m    |                               |
| 10    | Kristóf Pap                  | Ungheria    | 7,39 m   | 7,49 m   | 7,66 m   | 7,66 m    |                               |
| 11    | Aléxandros-Víktor Peristéris | Grecia      | x        | 7,49 m   | 7,61 m   | 7,61 m    | Miglior prestazione personale |
| 12    | Antonino Trio                | Italia      | 7,40 m   | 7,48 m   | 7,55 m   | 7,55 m    |                               |
| 13    | Uladzislau Bulakhau          | Bielorussia | 7,42 m   | 7,52 m   | 7,52 m   | 7,52 m    |                               |
| 14    | Bachana Khorava              | Georgia     | 7,28 m   | 7,36 m   | 7,46 m   | 7,46 m    |                               |

### Finale
| Class   | Atleta                | Nazione       | 1ª prova | 2ª prova | 3ª prova | 4ª prova | 5ª prova | 6ª prova | Risultati | Note                                    |
| ------- | --------------------- | ------------- | -------- | -------- | -------- | -------- | -------- | -------- | --------- | --------------------------------------- |
| Oro     | Miltiádis Tentóglou   | Grecia        | 8,35 m   | -        | -        | x        | x        | -        | 8,35 m    | Miglior prestazione mondiale stagionale |
| Argento | Thobias Montler       | Svezia        | 8,04 m   | x        | 8,31 m   | 8,19 m   | x        | 8,00 m   | 8,31 m    | Record nazionale                        |
| Bronzo  | Kristian Pulli        | Finlandia     | 7,69 m   | 7,77 m   | 8,00 m   | 7,61 m   | 8,10 m   | 8,24 m   | 8,24 m    | Record nazionale                        |
| 4       | Vladyslav Mazur       | Ucraina       | 7,75 m   | 7,89 m   | 8,05 m   | 8,14 m   | x        | 8,05 m   | 8,14 m    | Miglior prestazione personale           |
| 5       | Maximilian Entholzner | Germania      | 7,62 m   | 7,58 m   | x        | x        | 7,71 m   | 7,87 m   | 7,87 m    |                                         |
| 6       | Lazar Anic            | Serbia        | 7,81 m   | x        | x        | 7,54 m   | 7,62 m   | 6,28 m   | 7,81 m    |                                         |
| 7       | Jacob Fincham-Dukes   | Gran Bretagna | 7,29 m   | 7,79 m   | x        | 7,78 m   | x        | 7,78 m   | 7,79 m    |                                         |
| 8       | Gabriel Bitan         | Romania       | x        | x        | x        | x        | 7,64 m   | 7,72 m   | 7,72 m    |                                         |